# 五岳 (朝鲜半岛)
朝鲜半岛的五岳，指的是朝鲜半岛的五座名山，其命名是受到了中国五岳文化的影响。
五岳源于新罗时代，当时，新罗统一朝鲜半岛之后，新罗王采取了中国化的政策，在地名上全面采用了中国的体例，也设置了五岳。其中以吐含山（745m）为东岳、鸡龙山（845m）为西岳，智异山（1915m）为南岳、太白山（1567m）为北岳、八公山（1193m，又名父岳）为中岳。其中，八公山位于大邱附近，作为中岳受到崇拜，可以看出大邱的重要程度。
朝鲜王朝時期，五岳演变成了白头山（2744m）、妙香山（1909m）、金刚山（1638m）、三角山（836m，现在的北汉山）、智异山，其中三角山为中岳，位于首尔城北区，现在韩国的国立公园。